# USS Marblehead (CL-12)
Pour les autres navires du même nom, voir USS Marblehead.
L'USS Marblehead (CL-12) est un croiseur léger de classe Omaha construit pour l'United States Navy au début des années 1920. L'avant-dernier croiseur léger de la classe et le troisième navire à avoir porté le nom de cette ville du Massachusetts.
Le Marblehead est mis sur cale aux chantiers navals de la compagnie William Cramp & Sons à Philadelphie le 4 août 1920 lancé le 9 octobre 1923 et admis au service actif le 8 septembre 1924.

## Historique

### Entre-deux-guerres
Après sa mise en service, le croiseur appareille de Boston pour sa croisière opérationnelle qui le mène dans la Manche et en Méditerranée. L'année suivante, il visite l'Australie et le Pacifique avant de gagner l'Amérique centrale en 1927 pour tenter de ramener la paix au Nicaragua. Les efforts américains aboutissent au traité de Tipitapa signé le 4 mai 1927 par toutes les factions sauf celle d'Augusto Sandino; les États-Unis supervisent ensuite les élections de 1928.
Il gagne ensuite Shanghai, en Chine, en compagnie du Richmond et Trenton pour protéger les américains et les autres ressortissants occidentaux lors des combats entre communistes et nationalistes en 1927.
Le croiseur passa également du temps à Hankow sur le Yangtse avant de visiter différents ports japonais et de quitter l'Asie en mars 1928. Après un passage au Nicaragua pour superviser les élections, le croiseur regagna Boston en août 1928.
Durant les dix années qui suivirent, le Marblehead opère soit dans l'Atlantique (août 1928-janvier 1933) et dans le Pacifique (février 1933-janvier 1938). Il gagna alors l'United States Asiatic Fleet à titre provisoire mais ce provisoire devint définitif à partir d'août 1938, son port d'attache étant Cavite, en baie de Manille.
Devant la menace de guerre, le Marblehead quitte les Philippines le 24 novembre 1941 et jeta l'ancre à Tarakan, sur l'île de Bornéo, le 29 novembre et attendit des instructions supplémentaires. Après l'attaque sur Pearl Harbor le 7 décembre, le Marblehead comme tous les navires américains reçut le message suivant « Le Japon a déclenché les hostilités. Agissez en conséquence ».

### Premières opérations
Au moment où éclate la guerre, l'Asiatic Fleet placée sous le commandement de l'amiral Thomas C. Hart, se composant du croiseur lourd Houston, des croiseurs légers Boise et Marblehead, treize vieux destroyers type flush-decker et 29 sous-marins dont 21 modernes.
Participant à la force ABDACOM (American-British-Dutch-Autralian), le Marblehead ne pouvait faire grand chose contre la tornade japonaise aux moyens matériels bien supérieurs et aux équipages surentraînés. Dans la nuit du 23 au 24 janvier 1942, le Marblehead (qui ne peut filer qu'à quinze nœuds par suite d'une avarie de turbine) couvre quatre destroyers qui attaquent un convoi japonais mouillé au large de Balikpapan, coulant quatre transports et un patrouilleur avec un seul destroyer légèrement endommagé. Six jours plus tard, la même force tenta de réitérer ce succès contre un convoi mouillé à Kendari, mais quand les navires arrivèrent sur place, le convoi avait déjà quitté la zone et les navires alliés regagnèrent leur port.

### Bataille du détroit de Makassar, 1942

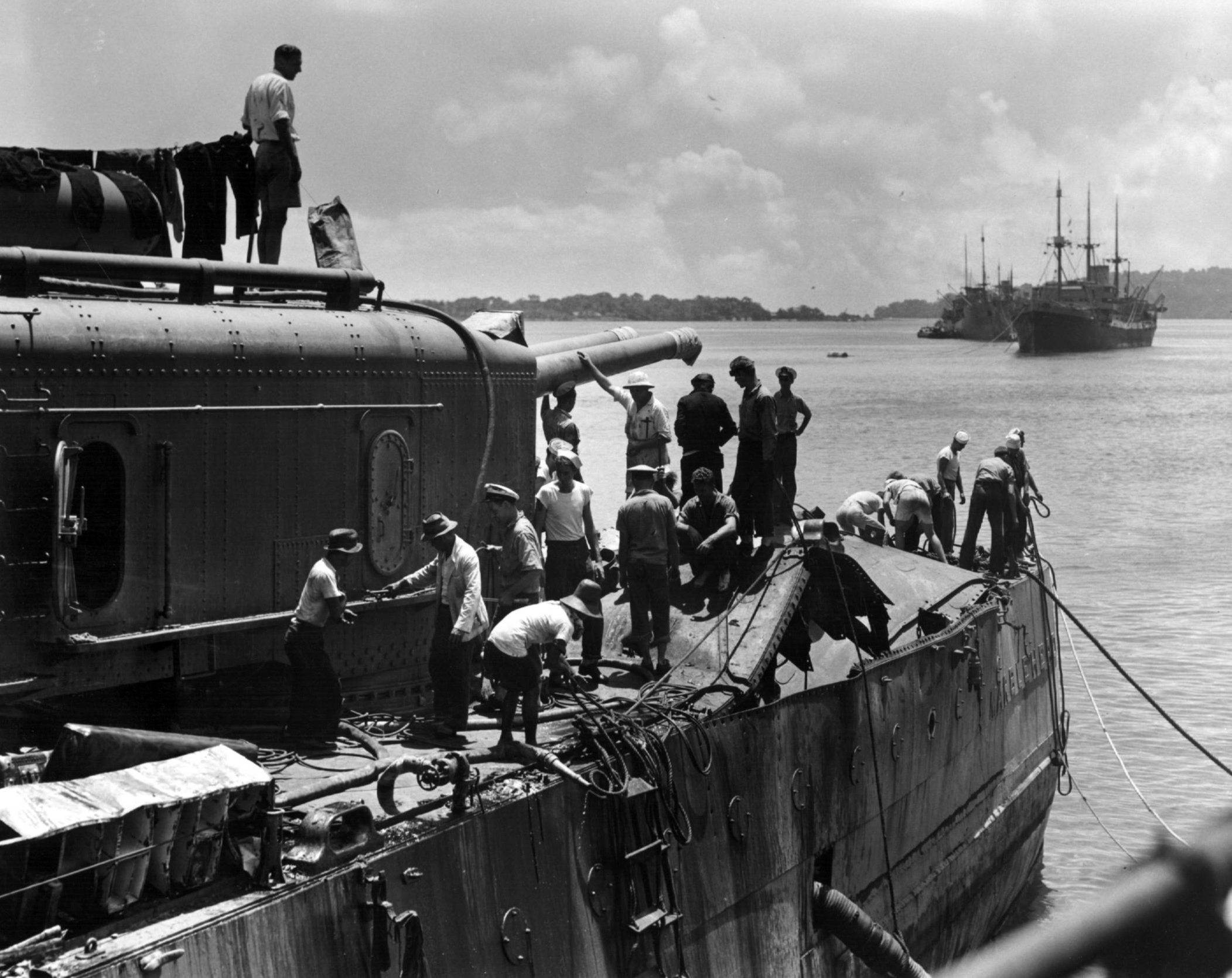
Équipage du Marblehead constatant les dommages subis lors de la bataille du détroit de Makassar.

Le 4 février, la force alliée placée sous le commandement de l'amiral hollandais Karel Doorman et composée des croiseurs Tromp, Houston, Marblehead, de trois destroyers hollandais et de trois destroyers américains appareilla pour détruire un autre convoi japonais localisé dans le sud du détroit de Makassar.
À 9 h 49, 36 bombardiers sont localisés et attaquent la force alliée qui était sans couverture aérienne, touchant le Houston et le Marblehead qui encaissa deux bombes larguées par des Mitsubishi G4M pendant qu'un troisième appareil était abattu. Le croiseur est sévèrement endommagé, ralliant Tjilatap à 12 h 55 en gouvernant aux hélices tout en naviguant à la vitesse maximale. Le bilan humain était de 15 morts et de 84 blessés graves. Rapidement réparé, il reprit la mer le 13 février pour être réparé en Afrique du Sud. Manœuvrant toujours aux hélices, il arriva à Trincomalee (Ceylan) le 21 février mais là encore, les réparations étaient impossibles. Le vieux croiseur quitta Ceylan pour l'Afrique du Sud le 2 mars, arrivant à Simonstown le 24 mars après des escales à Durban et Port Elizabeth.
En réparations jusqu'au 15 avril, le croiseur partit en direction New York où il arriva le 4 mai via Recife. Entré aussitôt au New York Navy Yard situé dans le quartier de Brooklyn, il en ressortit le 15 octobre 1942.

### Théâtre européen, 1942-1944
Il gagna alors l'Atlantique Sud et jusqu'en février 1944 multiplia les patrouilles destiner à intercepter et à détruire les forceurs de blocus. De retour à New York le 20 février, il assura l'escorte de convois dans l'Atlantique jusqu'en juillet 1944.
Déployé en Méditerranée, il arriva à Palerme le 29 juillet et participa à l'opération Dragoon, bombardant les installations allemandes dans la région de Saint Raphaël (15-17 août 1944) avant de gagner la Corse le 18 août.

### Fin de carrière
Le Marblehead regagna alors les États-Unis et, jusqu'à la fin de la guerre, assura des missions d'entrainement et de formation à destination des aspirants de l'Académie navale d'Annapolis. Désarmé au chantier Philadelphia Naval Shipyard de Philadelphie le 1er novembre 1945, il fut rayé du Naval Vessel Register le 28 novembre 1945 et vendu à la démolition le 27 février 1946.

### Décorations
Le croiseur a reçu deux Battle stars pour son service dans la Seconde Guerre mondiale.